# Alive in Athens
Alive in Athens är ett livealbum med det amerikanska heavy metal/power metal-bandet Iced Earth och släpptes 19 juli 1999 av skivbolaget Century Media. Det spelades in den 23 och 24 januari 1999, på klubben Rodon (grekiska: Ρόδον) i Aten, inför en publik på ungefär 2000. Båda kvällarna var konserterna utsålda. Det var under turnén som följde bandets femte studioalbum, Something Wicked This Way Comes. Albumet Alive in Athens är uppdelat i tre CD-skivor. Konserterna spelades in med videokamera också, och släpptes i oktober 2006 som DVD.
För att avsluta låten "Violate" spelar bandet öppningsriffet från Iron Maidens "The Trooper", vilket de gör än idag.

## Låtlista

### CD 1
1. "Burning Times" – 4:07
2. "Vengeance Is Mine" – 4:43
3. "Pure Evil" – 6:36
4. "My Own Savior" – 3:42
5. "Melancholy (Holy Martyr)" – 4:55
6. "Dante's Inferno" – 16:24
7. "The Hunter" – 4:09
8. "Travel in Stygian" – 9:03
9. "Slave to the Dark" – 3:52
10. "A Question of Heaven" – 8:17

Total speltid: 1:05:48
Text: Jon Schaffer (spår 1, 3, 5–10), Matt Barlow (spår 1, 2, 4)
Musik: Jon Schaffer (spår 1–10), Matt Barlow (spår 1), Randall Shawver (spår 2, 3), Jim Morris (spår 4)

### CD 2
1. "Dark Saga" – 4:02
2. "The Last Laugh" – 4:39
3. "Last December" – 3:37
4. "Watching over Me" – 4:53
5. "Angels Holocaust" – 4:32
6. "Stormrider" – 4:50
7. "The Path I Choose" – 5:44
8. "I Died for You" – 4:44
9. "Prophecy" – 6:11
10. "Birth of the Wicked" – 5:43
11. "The Coming Curse" – 8:56
12. "Iced Earth" – 6:59

Total speltid: 1:04:50
Text: Jon Schaffer (spår 1–12)
Musik: Jon Schaffer (spår 1–12), Randall Shawver (spår 2, 6, 7)

### CD 3
1. "Stand Alone" – 3:30
2. "Cast in Stone" – 6:03
3. "Desert Rain" – 7:20
4. "Brainwashed" – 5:12
5. "Disciples of the Lie" – 4:12
6. "When the Night Falls" – 7:48
7. "Diary" – 5:52
8. "Blessed Are You" – 5:46
9. "Violate" – 3:54

Total speltid: 49:37
Text: Jon Schaffer (spår 1, 3–6, 8, 9), Matt Barlow (spår 1, 2, 7)
Musik: Jon Schaffer (spår 1–9), Matt Barlow (spår 1), Randall Shawver (spår 2, 4, 7), Ave Abell (spår 2, 3, 7)

## Medverkande
Musiker (Iced Earth-medlemmar)
- Jon Schaffer – sång (på "Stormrider"), rytmgitarr, Bakgrundssångare
- Matt Barlow – sång
- James MacDonough – basgitarr
- Larry Tarnowski – sologitarr

Bidragande musiker
- Rick Risberg – keyboard
- Brent Smedley – trummor

Produktion
- Jim Morris – producent, ljudtekniker, ljudmix
- Jon Schaffer – producent
- Carsten Drescher – omslagsdesign
- Axel Hermann, Danny Miki, Travis Smith – omslagskonst
- Chris Kissadjekian, Holger Hübner – foto